# ألبرت هوبز
ألبرت هوبز هو محامي وقاضي وسياسي أمريكي، ولد في أغسطس 1822 في أوغدينسبورغ في الولايات المتحدة، وتوفي في 11 أبريل 1897 في قرية مالون في الولايات المتحدة. نشط حزبياً في الحزب الجمهوري. وقد انتخب عضو جمعية ولاية نيويورك ‏ وانتخب عضو مجلس ولاية نيويورك ‏.